# Werraaue von Herleshausen
Werraaue von Herleshausen este o arie protejată (arie specială de conservare — SAC, sit de importanță comunitară — SCI) din Germania întinsă pe o suprafață de 260,05 ha, integral pe uscat.

## Localizare
Centrul sitului Werraaue von Herleshausen este situat la coordonatele 51°00′02″N 10°09′19″E / 51.0006°N 10.1553°E.

## Înființare
Situl Werraaue von Herleshausen a fost declarat sit de importanță comunitară în iulie 2001 pentru a proteja 10 specii de animale. Situl a fost protejat și ca arie specială de conservare în martie 2008.

## Biodiversitate
Situată în ecoregiunea continentală, aria protejată conține 1 habitat natural: Fânețe de joasă altitudine (Alopecurus pratensis, Sanguisorba officinalis).
La baza desemnării sitului se află mai multe specii protejate de  păsări (10): pescăruș albastru (Alcedo atthis), fâsă de luncă (Anthus pratensis), barză albă (Ciconia ciconia ciconia), erete de stuf (Circus aeruginosus), prepeliță (Coturnix coturnix), becațină comună (Gallinago gallinago), sfrâncioc roșiatic (Lanius collurio), gaia roșie (Milvus milvus), mărăcinar (Saxicola rubetra), nagâț (Vanellus vanellus).
Pe lângă speciile protejate, pe teritoriul sitului au mai fost identificate 3 specii de nevertebrate.